# Brent Severyn
Brent Leonard Severyn (* 22. Februar 1966 in Vegreville, Alberta) ist ein ehemaliger kanadischer Eishockeyspieler, der im Verlauf seiner aktiven Karriere zwischen  und  unter anderem 336 Spiele für die Nordiques de Québec, Florida Panthers, New York Islanders, Colorado Avalanche, Mighty Ducks of Anaheim und Dallas Stars in der National Hockey League (NHL) auf der Position des Verteidigers bestritten hat. Seinen größten Karriereerfolg feierte Severyn im Trikot der Dallas Stars mit dem Gewinn des Stanley Cups im Jahr 1999. Zudem wurde er im Jahr 2000 Deutscher Meister mit den München Barons aus der Deutschen Eishockey Liga (DEL).

## Karriere
Severyn begann seine Karriere als Eishockeyspieler in der kanadischen Juniorenliga Western Hockey League, in der er von 1983 bis 1986 für die Seattle Breakers, Brandon Wheat Kings, Saskatoon Blades und Seattle Thunderbirds aktiv war. In diesem Zeitraum wurde er im NHL Entry Draft 1984 in der fünften Runde als insgesamt 99. Spieler von den Winnipeg Jets aus der National Hockey League (NHL) ausgewählt, für die er allerdings nie spielte. Stattdessen spielte der Verteidiger von 1986 bis 1988 für die Mannschaft der University of Alberta im kanadischen Collegespielbetrieb der Canadian Interuniversity Athletics Union (CIAU) und nahm an der Winter-Universiade 1987 im tschechoslowakischen Štrbské Pleso teil. Mit dem Universitätsteam, den  Alberta Golden Bears sicherte er sich 1988 den Viking Cup, bei dem er als wertvollster Spieler ausgezeichnet wurde.
Daraufhin wechselte der Abwehrspieler im Sommer 1988 als Free Agent in den Profibereich und lief von 1988 bis 1991 für das Farmteam der Nordiques de Québec, die Halifax Citadels aus der American Hockey League (AHL), auf. In der Saison 1989/90 gab er zudem sein Debüt für die Nordiques in der NHL. Anschließend verbrachte der Linksschütze zwei weitere Jahre in der AHL bei den Utica Devils, deren Kooperationspartner New Jersey Devils ihn im Juni 1991 im Tausch für Dave Marcinyshyn erhalten hatte. Anschließend wurde der Abwehrspieler Anfang Oktober 1993 im Tausch für Milan Tichý zu den Florida Panthers transferiert. Kurz vor dem Ende der Trade Deadline in der Saison 1994/95 wechselte Severyn erneut das Team, als ihn die Florida Panthers im Tausch für ein Viertrunden-Wahlrecht im NHL Entry Draft 1995 zu ihrem Ligarivalen New York Islanders schickten. Für die Islanders stand er in den folgenden eineinhalb Jahren in der NHL auf dem Eis. Danach verbrachte er je eine Spielzeit bei der Colorado Avalanche, den Mighty Ducks of Anaheim und Dallas Stars, wobei er mit Dallas in der Saison 1998/99 den Stanley Cup gewann. Obwohl er nicht genügend Spiele absolviert hatte, um seinen Namen auf dem Stanley Cup eingravieren zu lassen, profitierte er von einer Ausnahmeregelung, da er einen Großteil der Saison verletzungsbedingt ausfiel.
Im Anschluss an diese erfolgreiche Spielzeit verließ der Kanadier die Texaner und wechselte zu den neu gegründeten München Barons in die Deutsche Eishockey Liga (DEL), mit denen er in der Millenniumssaison 1999/2000 Deutscher Meister wurde. Nach einer weiteren Saison in der DEL bei den Krefeld Pinguinen beendete er im Sommer 2001 im Alter von 35 Jahren seine aktive Karriere.

## Erfolge und Auszeichnungen
| - 1988 Viking-Cup-Gewinn mit der University of Alberta - 1988 Viking Cup Most Valuable Player - 1993 AHL First All-Star Team | - 1999 Stanley-Cup-Gewinn mit den Dallas Stars - 2000 Deutscher Meister mit den München Barons |

## Karrierestatistik
(Legende zur Spielerstatistik: Sp oder GP = absolvierte Spiele; T oder G = erzielte Tore; V oder A = erzielte Assists; Pkt oder Pts = erzielte Scorerpunkte; SM oder PIM = erhaltene Strafminuten; +/− = Plus/Minus-Bilanz; PP = erzielte Überzahltore; SH = erzielte Unterzahltore; GW = erzielte Siegtore; 1 Play-downs/Relegation; Kursiv: Statistik nicht vollständig)